# برذع بن زيد بن النعمان
برذع بن زيد بن النعمان صحابي من بني ظفر من الأوس، شهد مع النبي محمد غزوة أحد، وما بعدها من المشاهد.